# Ludwig Binswanger
Ludwig Binswanger (Kreuzlingen, 13 aprile 1881 – Kreuzlingen, 5 febbraio 1966) è stato uno psichiatra, psicologo e filosofo svizzero.
Figlio di Robert Johann Binswanger (1850–1910), tedesco di origine ebraica, e di Bertha Hasenclever (1847–1896).
Massimo esponente dell'analisi esistenziale e della psichiatria fenomenologica, fu oppositore della nosografia psichiatrica di Emil Kraepelin, in ciò traendo spunto in un primo momento dall'esistenzialismo di Heidegger e, dopo le critiche di quest'ultimo alla sua interpretazione di Essere e Tempo presente nei "Seminari di Zollikon", interessandosi alla fenomenologia di Husserl per la ricerca nel campo della salute mentale; oggetto del suo studio fu in particolare la schizofrenia.
Per Binswanger, poiché nel suo esistere l'uomo è sempre in un rapporto non disinteressato nei confronti delle cose, degli oggetti della realtà in cui è gettato, i quali vengono sempre ad assumere, per lui, significati e valori, ed essendo l'esistenza concepita in termini di possibilità, la malattia mentale è uno dei modi di porsi dell'essere umano, una modalità del suo essere-nel-mondo, una peculiare disposizione soggettiva o un atteggiamento individuale nei confronti della realtà e della vita interpersonale, all'interno dell'esistenza stessa. Il rispetto del mondo dello psicotico e dei suoi modi di essere, è il principio fondamentale della visione di Binswanger, che lo condurrà appunto ad un'analisi fenomenologica dell'esistenza umana. Invero, la fenomenologia e l'esistenzialismo, quali correnti filosofiche, saranno i presupposti cardine del suo indirizzo, per il quale l'uomo è essere-nel-mondo la cui esistenza rappresenta la condizione medesima dell'essere e della conoscenza; in questo senso, anche la psicopatia è un modo di essere nel mondo in quanto il malato è un soggetto che sta fornendo la sua risposta, unica e irripetibile, al fondamento stesso dell'esistenza.
Rispetto a Freud, Binswanger non condivide l'idea secondo cui la psiche dell'individuo sia mossa in modo esclusivo dall'Es e dalle sue pulsioni. Egli definisce – d'accordo con Karl Jaspers – l'uomo freudiano come "uomo natura" ridotto a oggetto di ricerca naturalistica, chiuso tra pulsione e illusione. Per Binswanger deve esserci qualcosa di più, una dinamica diversa che provoca piacere. Sente quindi l'esigenza di effettuare un'analisi epistemologica approfondita dello statuto fondazionale della psicologia, prendendo in considerazione, oltre ad alcune correnti della filosofia, il Sé, il piacere e gli oggetti. Per Binswanger, la fenomenologia è la base fondativa della psicopatologia e di ogni possibile psicoterapia.

## Biografia
Ludwig Binswanger nasce a Kreuzlingen, in Svizzera, il 13 aprile del 1881, in una famiglia di illustri psichiatri: il nonno paterno Ludwig (1820-1880), il padre Robert (1850-1910) e lo zio paterno Otto (1852-1929). Trascorre l'infanzia proprio nell'abitazione annessa – come era d'uso all'epoca – alla casa di cura per malattie nervose e mentali (Sanatorium Bellevue) fondata nel 1857 dal nonno Ludwig che la dirige fino al 1880, quando gli subentra il figlio Robert. Ludwig cresce così a diretto contatto con i pazienti della clinica – secondo una tradizione dell'epoca per la quale anche la famiglia del medico doveva essere al servizio dei malati che curava – in un ambiente in cui si cercava di coniugare armonicamente il contesto ospedaliero (più istituzionale) con quello familiare (più umano e meno alienante).
Dopo gli studi liceali classici a Costanza e Schaffhausen, nel 1900 si iscrive alla Facoltà di Medicina e Chirurgia dell'Università di Losanna, ma frequenta poi anche le università di Heidelberg e di Zurigo, laureandosi in quest'ultima nel 1906. Subito dopo entra all'Ospedale psichiatrico di Zurigo, nella famosa clinica Burghölzli diretta da Eugen Bleuler, unendosi al gruppo diretto da Carl Gustav Jung con cui si specializza in psichiatria nel 1907 e grazie al quale conoscerà, a Vienna, Sigmund Freud, con cui inizierà un'amicizia professionale e umana che durerà fino alla morte di Freud (avvenuta nel 1939). Aderisce così alla psicoanalisi. 
Nel 1908 si reca alla clinica universitaria per malattie nervose e mentali dell'Università di Jena diretta dallo zio Otto, docente di psichiatria, tra l'altro allievo di Jean-Martin Charcot e psichiatra personale di Friedrich Nietzsche. Nel 1909 ritorna alla clinica di famiglia Sanatorium Bellevue, di cui prende la direzione nel 1911 dopo la morte prematura del padre,  incarico che terrà fino al 1956, quando gli subentrerà il figlio Wolfgang (1914-1993). Il Sanatorium Bellevue, sotto la sua direzione, diventerà punto di riferimento internazionale per medici, psicologi e filosofi che vogliono confrontarsi con il suo nuovo indirizzo, l'antropoanalisi o Daseinsanalyse, in cui coniuga magistralmente la psichiatria e la psicoanalisi con le teorie filosofiche heideggeriane e husserliane.
Intellettuale di ampia e profonda cultura scientifica e umanistica, capace di intessere originali quanto innovativi accostamenti fra ambiti disciplinari tradizionalmente lontani, nel 1946 riceve la laurea ad honorem in Filosofia dall'Università di Basilea, nonché, nel 1956, la medaglia Goldene Kraepelin-Medaille, uno dei maggiori riconoscimenti internazionali per la psichiatria. Dal 1956 fino agli ultimi giorni della sua vita, si dedica alla ricerca, nonché a rivedere e approfondire la sua teoria antropoanalitica, scrivendo altresì alcune memorie storiche e autobiografiche. Nel 1961, è eletto senatore onorario dell'Accademia svizzera delle scienze mediche.
Muore nella sua città natale, il 5 febbraio del 1966.

## Pensiero: alcune linee generali
Legato a Freud da sincera amicizia e stima, la sua concezione dell'uomo ha profonde radici filosofiche, in particolare nel pensiero di Husserl e Heidegger, rintracciabile in quasi ogni suo scritto, tanto che egli stesso si definisce, nelle sue ultime opere, filosofo. Forse mai come in Binswanger i confini fra psichiatria e filosofia si sfumano fino a perdersi nel tentativo, riuscito, di delineare una visione totale dell'uomo, fatto di corpo e di anima; di un uomo che si contrappone all'homo natura di Freud e, in un certo senso, di tutta la psichiatria e psicopatologia classica, per divenire l'homo existentia.
Per lo sviluppo del suo pensiero, decisivi furono due lavori di Heidegger, l'opera Essere e Tempo del 1927 e l'articolo Dell'essenza del fondamento del 1929 (poi esteso nello stesso anno a monografia dal titolo L'essenza del fondamento), dove in parole povere il filosofo tedesco aveva configurato l'uomo non come un oggetto tra gli oggetti (o meglio, come un ente tra gli enti), ma come un ente del tutto distinto dagli altri enti in quanto caratterizzato intrinsecamente dal suo interrogarsi sull'essere, sul mondo in cui si trova gettato, qui e ora; una condizione propria solo dell'esistenza umana, per la quale Heidegger conia un termine specifico per designarla, cioè Dasein, ovvero l'Esser-ci (da: sein = "essere" e da = "qui").

### L'uomo nel suo significato dell'Esser-ci
Stigmatizzando dunque la classica concezione psicologica in cui il soggetto è separato dall'oggetto, nonché superando il dualismo sano/malato che vede quest'ultimo come l'altro mentalmente malato (quindi, diverso dal sano), Binswanger difatti si interessa all'analisi della persona nella sua totalità in quanto essere-che-è-nel-mondo, in particolare come essa si declina corporalmente nel mondo; come essa vive nel mondo in quanto corpo; come essa esprime la sua dimensione corporea. Non esiste una storia di vita senza un organismo umano e viceversa. Gli interessa "il corpo che sono" (Leib), non solo il "corpo che ho" (Körper): la vera psicologia studia il Leib, e perciò diventa antropoanalisi. Ed è quanto mai necessario che i medici prendano in considerazione anche il Leib, e non solo il Körper.
Pertanto lo studio di Binswanger si rivolge alla persona nel suo esser-ci per e con l'altro, che si realizza attraverso la sua possibilità di declinarsi attraverso l'amore. Bisogna, quindi, sottrarre la malattia mentale alla prospettiva esplicativa che la vede un mero accadimento naturale o spirituale, quindi cercare di comprenderla in base alla possibilità «originaria della condizione umana», attraverso le correnti esistenzialistiche e fenomenologiche.
Proprio grazie al pensiero heideggeriano, Binswanger conduce un'analisi rigorosa e complessiva dell'uomo come presenza (Dasein) la quale permette di superare le dicotomie storiche sano/malato, normale/anormale. Di fronte al «disordine» della follia, si dovrebbe evitare di ordinare i dati clinici secondo i principi della psichiatria e della psicopatologia, per trasformarli in sintomi, bensì si dovrebbe cercare di ricondurli globalmente a un altro tipo di ordine, reso possibile appunto dalla nuova interpretazione di questi dati come le risultanze di particolati modalità (Weisen) della presenza, del suo manifestarsi o dispiegarsi (Daseinsgang), quindi del suo realizzarsi (Daseinsvollzug). La comparazione non deve quindi condursi sulla base di somiglianze e differenze di sintomi e sindromi, ma sulla scorta di determinati svolgimenti e realizzazioni della presenza.

### Esistenza autentica ed inautentica
Binswanger considera "autentica" un'esistenza legata a un progetto di trascendenza; "inautentica" quando l'essere è confinato nelle limitazioni dell'autonomia (cioè mancanza di libertà, ovvero l'essere costretto a essere, non essere capace di affermare la propria indipendenza dal mondo).
Egli ritiene infatti che la libertà sia limitata, in quanto condizionata da un "esistenziale a priori", ovvero il cosiddetto fondamento: se lo si rispetta, si avrà una vita «autentica», si avrà la possibilità di sviluppare le proprie potenzialità, riconoscendosi nell'esistenza che si conduce, altrimenti si andrà incontro a un'esistenza «inautentica», si sarà deboli, non si svilupperanno i propri potenziali, e si vivrà con un senso di colpa perenne, in quanto si è tradito il proprio fondamento.

### Concetto di maturazione
Binswanger identifica la maturità nel processo secondo cui l'essere umano raggiunge un rapporto autentico con il mondo, laddove la relazione non è fine a sé stessa, ma serve a un fine che trascende e oltrepassa la persona stessa.

### La malattia mentale e la cura
Per Binswanger, la malattia mentale nasce quando la persona non riesce a trascendere e autodeterminare il proprio modo di essere. L'amore costituisce il modo di trascendere il mondo in cui la persona si annulla e si abbandona (per causa nostra); prendersi cura invece è il modo di trascendere il mondo "per propria causa". È chiaro quindi che Binswanger studia la persona vista come plurale (il "noi"), e concepisce l'autorealizzazione come progetto da realizzare, persona da amare.
L'obiettivo del metodo fenomenologico, secondo Binswanger, consiste nel guardare alla sofferenza del malato mettendo da parte pregiudizi e schemi interpretativi, per lasciare spazio ad una «osservazione categoriale» del paziente, del suo linguaggio, della sua modalità di relazionarsi alle cose ed alle persone, nonché al senso che per lui assumono.
La malattia esprime una "situazione" insostenibile, inerente non tanto al trauma psichico passato – che pur viene considerato – quanto piuttosto al "significato" che continua ad essere attivo e vivo nel presente. La responsabilità del paziente, che non può comunque cancellare il suo fondamento esistenziale, consiste nell'impegno ad orientarsi ed assestarsi verso una nuova modalità di essere-nel-mondo, unica direzione per raggiungere l'autenticità dell'esistenza. Lo psicoterapeuta, dunque, dovrebbe aiutare il paziente a prendere atto di tutti quegli aspetti della sua esistenza adombrati da inautenticità e alienazione.

## Opere tradotte in italiano

### Monografie
- Tre forme di esistenza mancata: esaltazione fissata, stramberia, manierismo, trad. di Enrico Filippini, Il Saggiatore, Milano, 1964; Garzanti, Milano, 1978; SE, Milano, 1992; Bompiani, Milano, 2001.
- Per un'antropologia fenomenologica. Saggi e conferenze psichiatriche, a cura di Ferruccio Giacanelli, trad. di Enrico Filippini, Feltrinelli, Milano, 1970; con prefazione di Umberto Galimberti, ivi, 1984.
- Melanconia e mania: studi fenomenologici, trad. di Maria Marzotto, Boringhieri, Torino, 1971; a cura di Eugenio Borgna, Bollati Boringhieri, Torino, 2006.
- Ricordi di Sigmund Freud, trad. di Livio Agresti, Astrolabio, Roma, 1971.
- Il caso Ellen West e altri saggi, prefazione di Danilo Cargnello e Ferruccio Giacanelli, trad. di Carlo Mainoldi, Bompiani, Milano, 1973; con uno scritto di Umberto Galimberti, SE, Milano, 2001; a cura di Stefano Mistura, Einaudi, Torino, 2011.
- Essere nel mondo, con introduzione di Jacob Needleman, trad. di Anna Angioni e Giorgio Banti, Astrolabio, Roma, 1973.
- Delirio: Antropoanalisi e fenomenologia, con introduzione di Eugenio Borgna, trad. di Giorgio Giacometti, Marsilio, Venezia, 1989.
- La psichiatria come scienza dell'uomo, a cura di Bianca Maria d'Ippolito, Ponte alle Grazie, Firenze, 1992; Mimesis, Milano-Udine, 2013.
- Sogno ed esistenza, con introduzione di Michel Foucault, trad. Lucia Corradini e Carlotta Giussani, SE, Milano, 1993.
- Il caso di Suzanne Urban: storia di una schizofrenia, a cura di Eugenio Borgna e Mario Galzigna, trad. di Giorgio Giacometti, Marsilio, Venezia, 1994.
- Sulla fuga delle idee, introduzione di Stefano Mistura, trad. di Cristina Caiano, Einaudi, Torino, 2003; Fabbri, Milano, 2008.
- La guarigione infinita. Storia clinica di Aby Warburg, a cura di Davide Stimilli, Neri Pozza, Milano, 2005.
- Henrik Ibsen. La realizzazione di sé nell'arte, a cura di Michele Gardini, introduzione di Bianca Maria d'Ippolito, Quodlibet, Macerata, 2008.
- Il caso Ilse. La follia come storia vissuta e come malattia mentale, con uno scritto di Umberto Galimberti, trad. di Carlo Mainoldi, SE, Milano, 2009.
- Il sogno. Mutamenti nella concezione e interpretazione dai Greci al presente, a cura di Elisabetta Basso, introduzione di Françoise Dastur, Quodlibet, Macerata, 2009.
- Daseinsanalyse in psichiatria, a cura di Aurelio Molaro, presentazione di Alfredo Civita, con un contributo di Mauro Fornaro, Cortina, Milano, 2014.
- L. Binswanger–S. Freud: Lettere 1908-1938, a cura di Aurelio Molaro, Cortina, Milano, 2016.
- Daseinsanalyse, psichiatria, psicoterapia, a cura di Aurelio Molaro, postfazione di Giovanni Stanghellini, Raffaello Cortina, Milano, 2018.
- Forme fondamentali e conoscenza dell'esserci umano: Amore e amicizia come forme della vita autentica, a cura di Domenica Discipio, Gruppo editoriale Tab S.r.l., Roma, 2021

### Articoli
- "Considerazioni su due poco rimarcati “pensieri” di Pascal sulla simmetria", Psichiatria e territorio, Vol. VI, Num. 1 (1989) pp. 7-14.
- "Il significato dell'analitica esistenziale di M. Heidegger per l'autocomprensione della psichiatria", Psichiatria e territorio, Vol.7, Num. 1 (1990) pp. 1-14.